# 김동춘
김동춘(1959년 ~ , 경상북도 영주시)은 대한민국의 사회학자이다. 성공회대학교 사회과학부 교수이다.

## 생애
서울대학교 지리교육학 학사 학위를 받았고 같은 대학교 대학원에서 사회학 석사 및 박사 학위를 획득했다. 《역사비평》과 《경제와 사회》 편집위원, 참여사회연구소 소장, 진실·화해를 위한 과거사 정리 위원회 상임위원을 역임했다. 2004년 한겨레신문 선정 '한국의 미래를 열어갈 100인'으로 뽑혔고, 2006년에는 제20회 단재상을 수상했다. 현재 성공회대 사회과학부 교수로 재직하며, 《황해문화》 편집 자문위원을 맡고 있다. 저서 가운데 《전쟁과 사회》는 2005년 프랑크푸르트 국제도서전 주빈국이 뽑은 '한국의 책 100권'에 선정되었다. 아울러 이 책은 2010년 한국, 중국, 일본, 타이완, 홍콩 등을 대표하는 '동아시아 100권의 인문도서'로 선정되었으며 독일어, 영어, 일본어로 번역 및 출판되었다.

## 학력
- 계성고등학교
- 서울대학교 지리교육학 학사
- 서울대학교 대학원 사회학 석사
- 서울대학교 대학원 사회학 박사

## 경력
- 동국대학교 강사
- 서울대학교 강사
- 가톨릭대학교 강사
- 충남대학교 강사
- 미국 캘리포니아대학교 로스앤젤레스캠퍼스 방문연구원
- 참여사회연구소 소장
- 성공회대학교 인권평화센터 소장
- 한국전쟁전후민간인학살진상규명위원회 사무처장
- 과거청산범국민위원회 상임집행위원장
- 참여연대 정책위원장
- 성공회대학교 사회과학부 조교수
- 성공회대학교 사회과학부 부교수
- 성공회대학교 사회과학부 교수

## 저서
- 《전쟁과 사회》. 돌베개. 2006년. ISBN 9788971992494
- 《이것은 기억과의 전쟁이다》. 사계절. 2013년. ISBN 9788958286806
- 《대한민국 잔혹사》. 한겨레출판. 2013년. ISBN 9788984316553
- 《전쟁정치: 한국정치의 메커니즘과 국가폭력》. 도서출판 길. 2013년. ISBN 9788964450796
- 《대한민국은 왜?》. 사계절. 2015년. ISBN 9788958289135

### 공저
- 기외르기 스첼 외. 《반공의 시대》. 돌베개. 2015년. ISBN 9788971996492
- 노명우 외. 《팽목항에서 불어오는 바람》. 현실문화. 2015년. ISBN 9788965641155

## 상훈
- 2006년 : 20대 단재상
- 2016년 : 15대 송건호 언론상